# Okres Klatovy

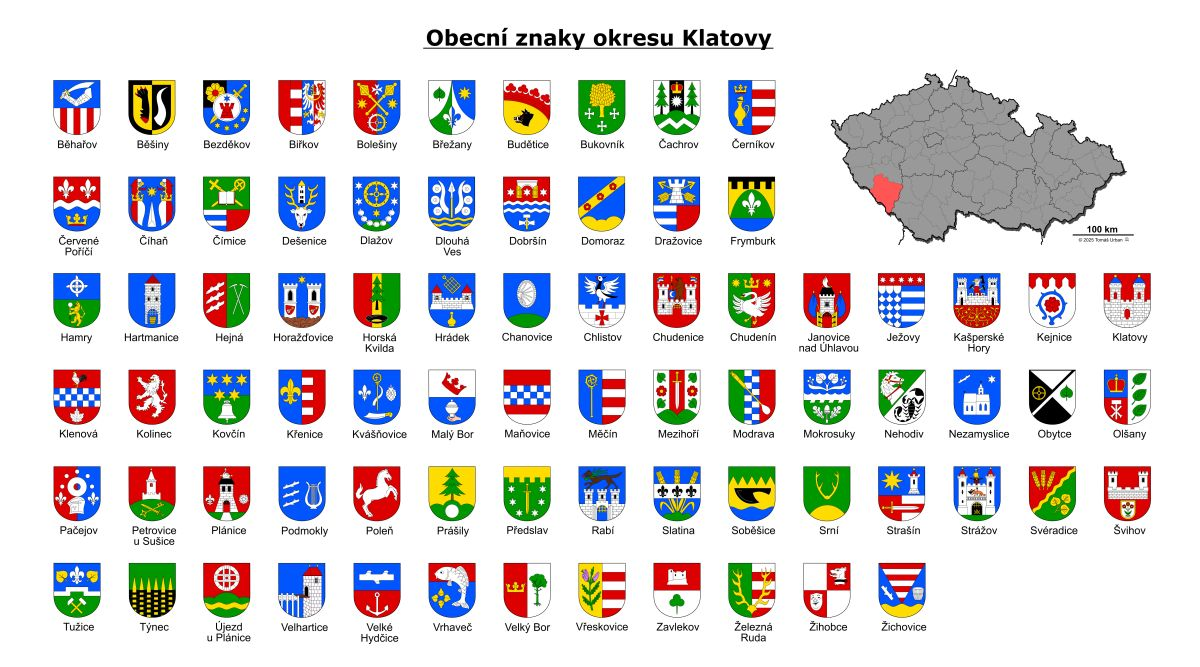
Přehled obecních znaků okresu Klatovy

Okres Klatovy náleží do Plzeňského kraje. Jeho správním centrem je město Klatovy. Rozlohou je největším okresem v České republice a počtem obyvatel mu patří druhé místo v Plzeňském kraji (po okresu Plzeň-město). Průměrná lidnatost okresu je velmi nízká, hluboko pod krajským i republikovým průměrem. Území okresu vyplňuje západní část pohoří Šumava a západní Pošumaví.
Okres sousedí s plzeňskými okresy Plzeň-jih a Domažlice, s jihočeskými Prachatice a Strakonice a jeho jižní hranice je i státní hranicí s Německem.

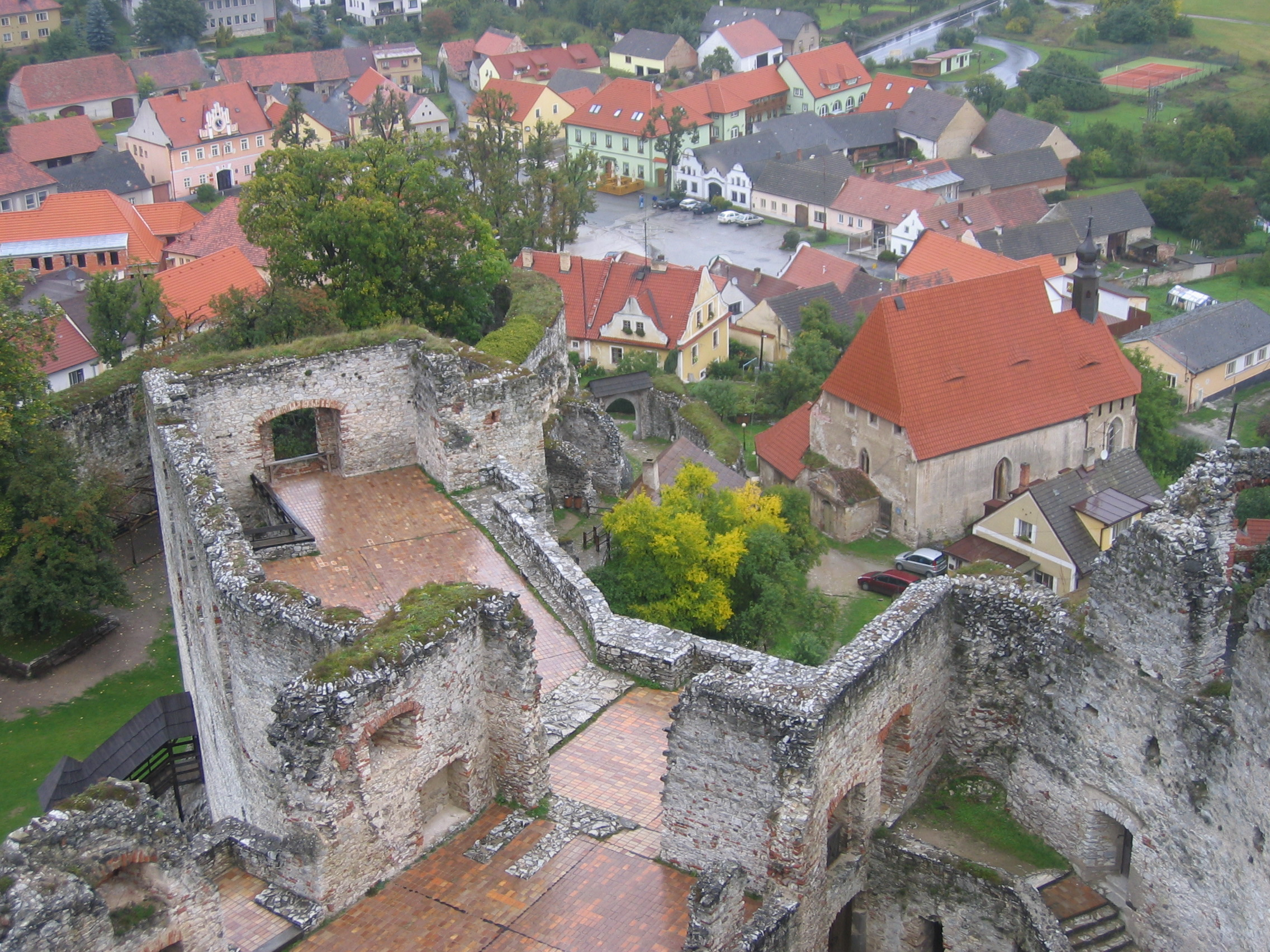
Rabí, nejrozsáhlejší hradní komplex v ČR, najdeme ve stejnojmenném městě, 9 km SV od Sušice.

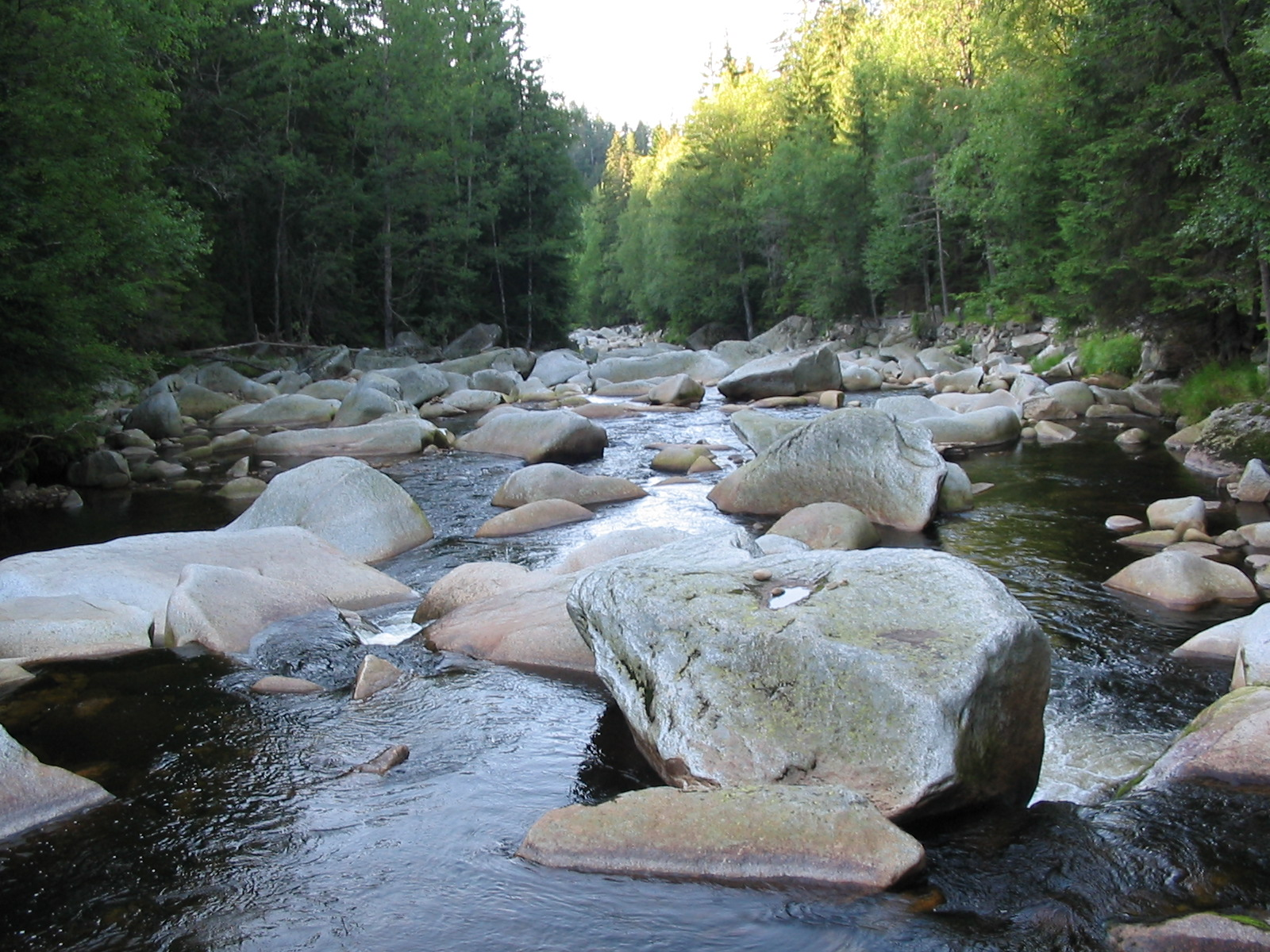
Oblíbenou turistickou atrakcí je kamenité koryto horské říčky Vydry na Šumavě v jihovýchodním cípu okresu.

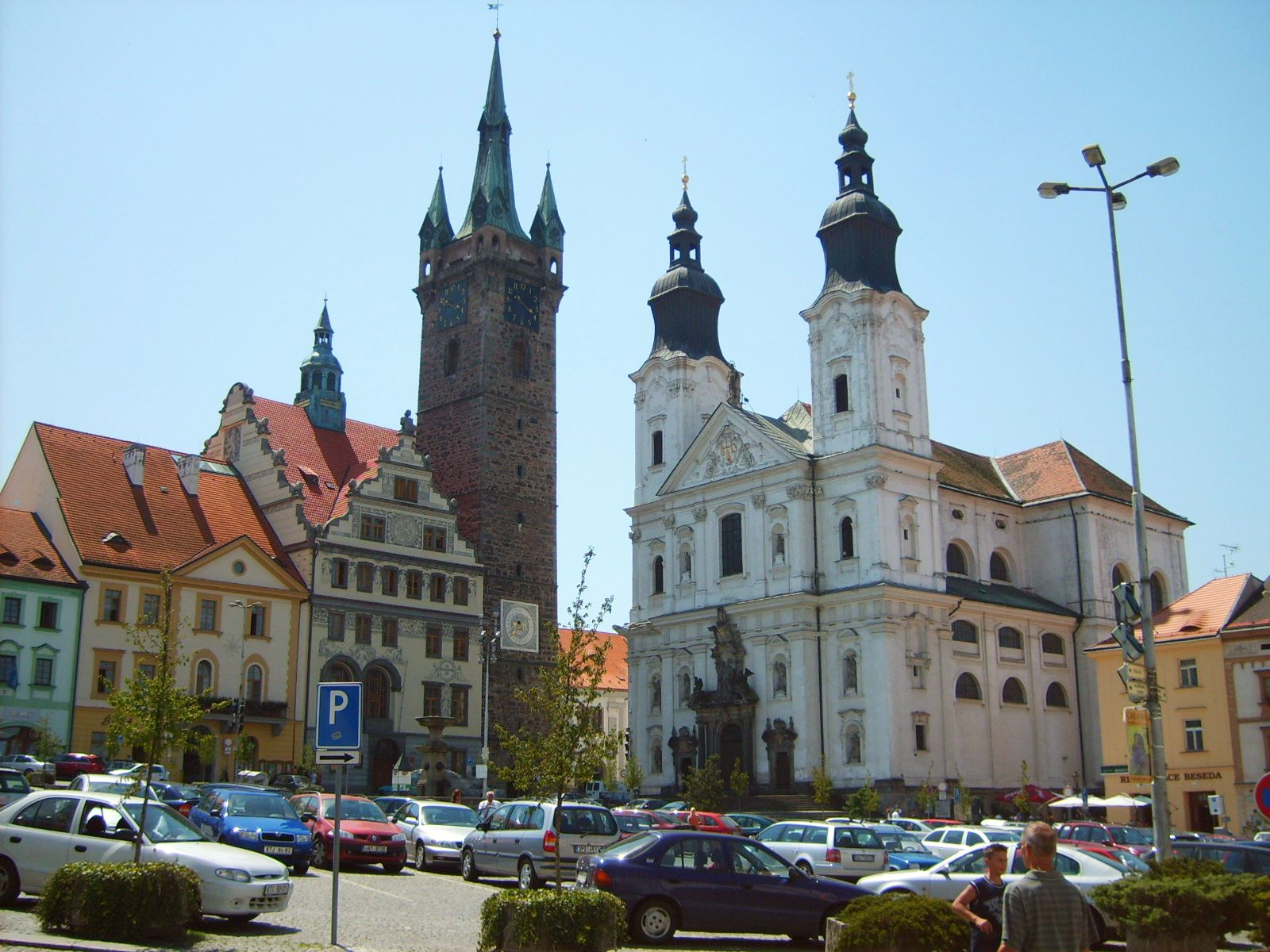
Okresní město Klatovy, někdy nazývané také „branou Šumavy“, oplývá četnými stavebními památkami z mnohých slohů.

## Změny od 1. 1. 2007
Podle vyhlášky MVČR č. 513/2006 Sb. přešla z okresu Domažlice do okresu Klatovy ke dni 1. ledna 2007 obec Černíkov. Naopak okresu ubyly obce Borovy a Nezdice, které se staly součástí okresu Plzeň-jih. Rozloha okresu se tím pádem změnila z 1 939,54 km² na 1 945,69 km² a počet obyvatel okresu se snížil o 113.

## Přírodní podmínky

### Struktura povrchu
Povrch Okresu Klatovy je velmi členitý. Celou jeho jihozápadní oblast (podél hranice se Spolkovou republikou Německo) tvoří Šumava. V této oblasti najdeme také nejvyšší horu okresu i celých západních Čech – Velkou Mokrůvku (1 370 m n. m.). Směrem do vnitrozemí klesá horský charakter reliéfu a mění se na podhorské vrchoviny a pahorkatiny. Doslova rovinatá území ale v okrese nenajdeme.

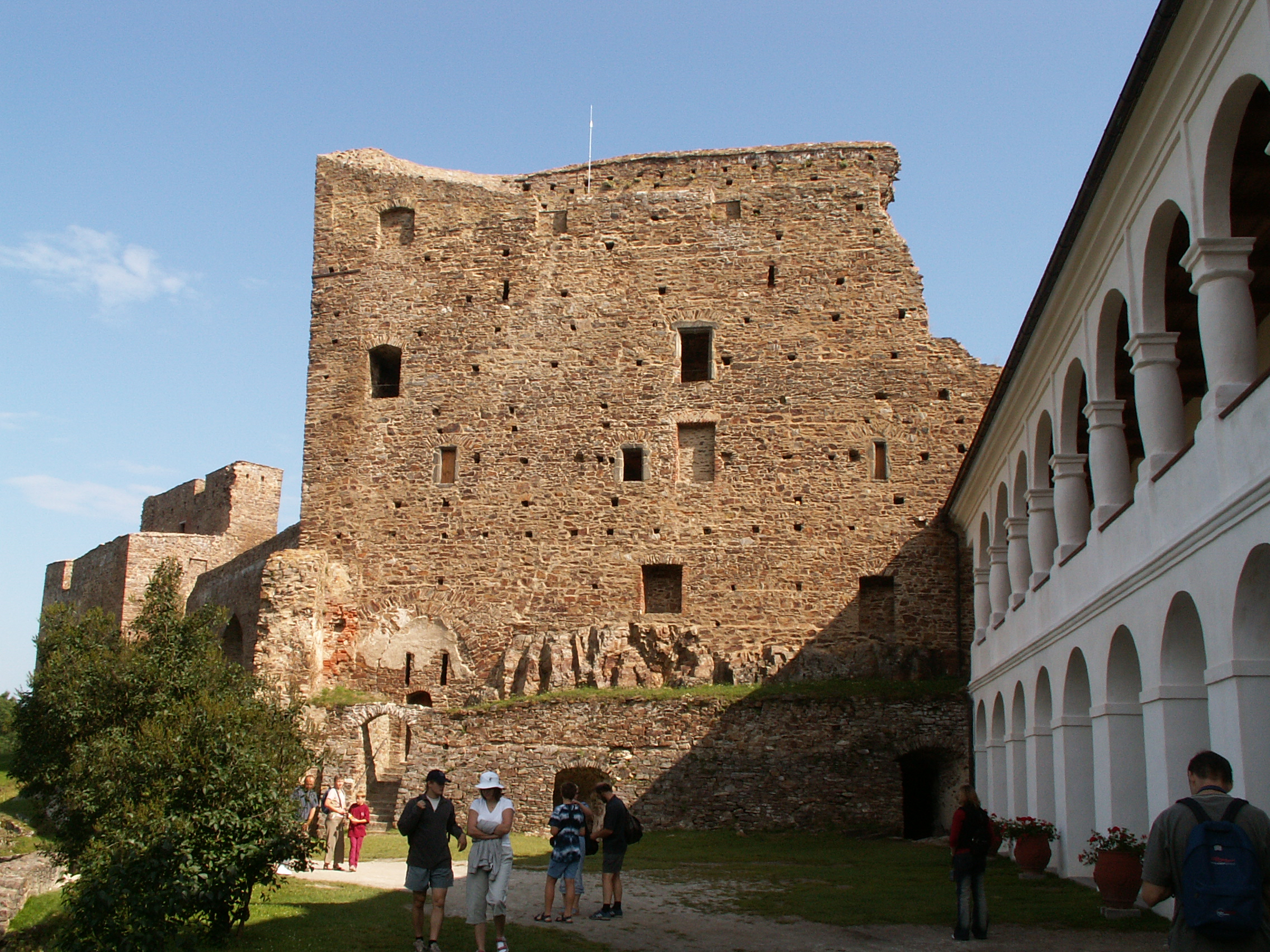
Dalším turisticky hojně navštěvovaným hradem v Pošumaví jsou Velhartice nacházející se 18 km J od Klatov.

K 31. prosinci 2003 měl okres celkovou plochu 1 939,6 km², z toho:
- 46,32 % zemědělských pozemků, které z 55,46 % tvoří orná půda (25,69 % rozlohy okresu)
- 53,68 % ostatní pozemky, z toho 80,4 % lesy (43,16 % rozlohy okresu)

### Vodstvo
Nejvýznamnějšími řekami území klatovského regionu jsou řeky Úhlava, Otava a Řezná.
Řeka Úhlava pramení v horských oblastech Šumavy, nedaleko Železné Rudy, pod horou Pancíř. Protéká městy Nýrsko, Janovice nad Úhlavou a Švihov, její tok také tečuje některá klatovská předměstí. Podle pozměněných hranic okresů k roku 2007 bude řeka opouštět území okresu za obcí Červené Poříčí v nadmořské výšce asi 360 m. V Plzni řeka ústí do Radbuzy.

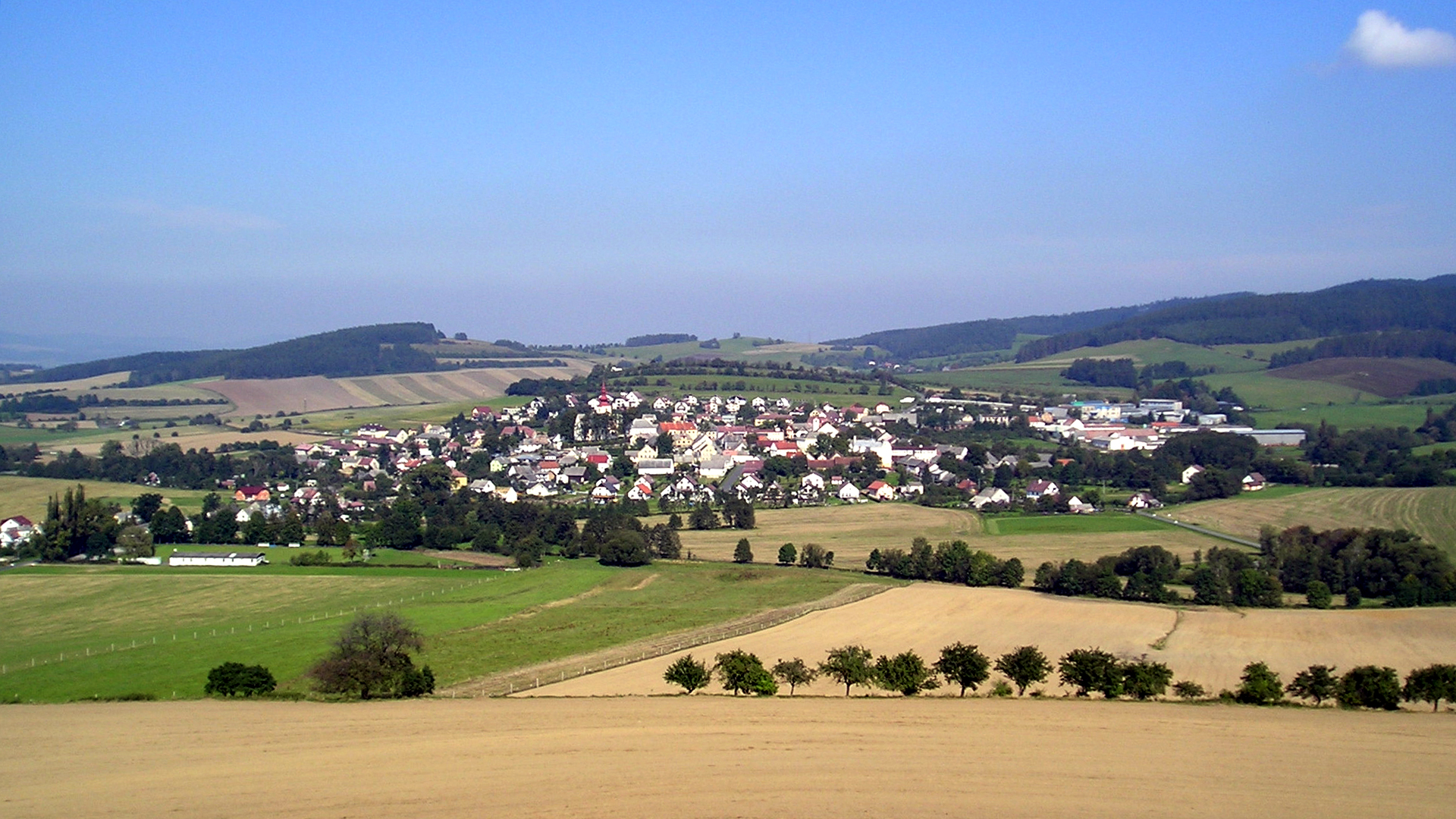
Typickým pošumavským městečkem je Strážov.

Řeka Otava vzniká na Šumavě nedaleko rekreačního střediska Čenkova Pila soutokem řek Vydra a Křemelná. Protéká městy Sušice a Horažďovice, za nimiž také opouští území okresu i kraje a teče směrem na Strakonice a Písek, za nímž ve vodní nádrži Orlík ústí do Vltavy.
Řeka Řezná (Regen) pramení v horských oblastech Šumavy pod horou Pancíř. Protéká Železnou Rudou a u Alžbětína opouští Českou republiku. Protéká městy Bayerisch Eisenstein, Zwiesel, Regen, Bad Kötzting. V Řezně (Regensburg) ústí zleva do Dunaje. Železnorudsko je tak jedno z mála míst v Čechách, které je odvodňováno do Černého moře.
Podhorské oblasti klatovského okresu jsou bohaté na rybníky. Zejména se jedná o území vymezené přibližně městy Klatovy, Nepomuk, Horažďovice a Sušice. Největším rybníkem na okrese je Kozčínský rybník, u obce Kovčín, který má plochu 104 ha. Významné pro rekreaci jsou také rybníky Hnačovský nebo Myslívský.
Na řece Úhlavě, nad městem Nýrsko, byla v roce 1966 vybudována Vodní nádrž Nýrsko o ploše 126 ha. Podhorská nádrž je zásobárnou pitné vody.
Na Šumavě najdeme také větší množství jezer ledovcového původu. Jedná se zejména o jezera Černé (17,6 ha, největší jezero v ČR), Čertovo jezero (10 ha), Jezero Laka a Prášilské jezero. Všechna jezera jsou v nadmořské výšce kolem 1 000 m.

## Hospodářství okresu
Okres Klatovy je převážně zemědělský, podíl průmyslu na celkovém hospodářství okresu se příliš nezvyšuje. Od pádu komunismu ale můžeme pozorovat nárůst zaměstnanců pracujících ve službách. Tento trend je způsoben především prudkým rozvojem turistiky na Šumavě.

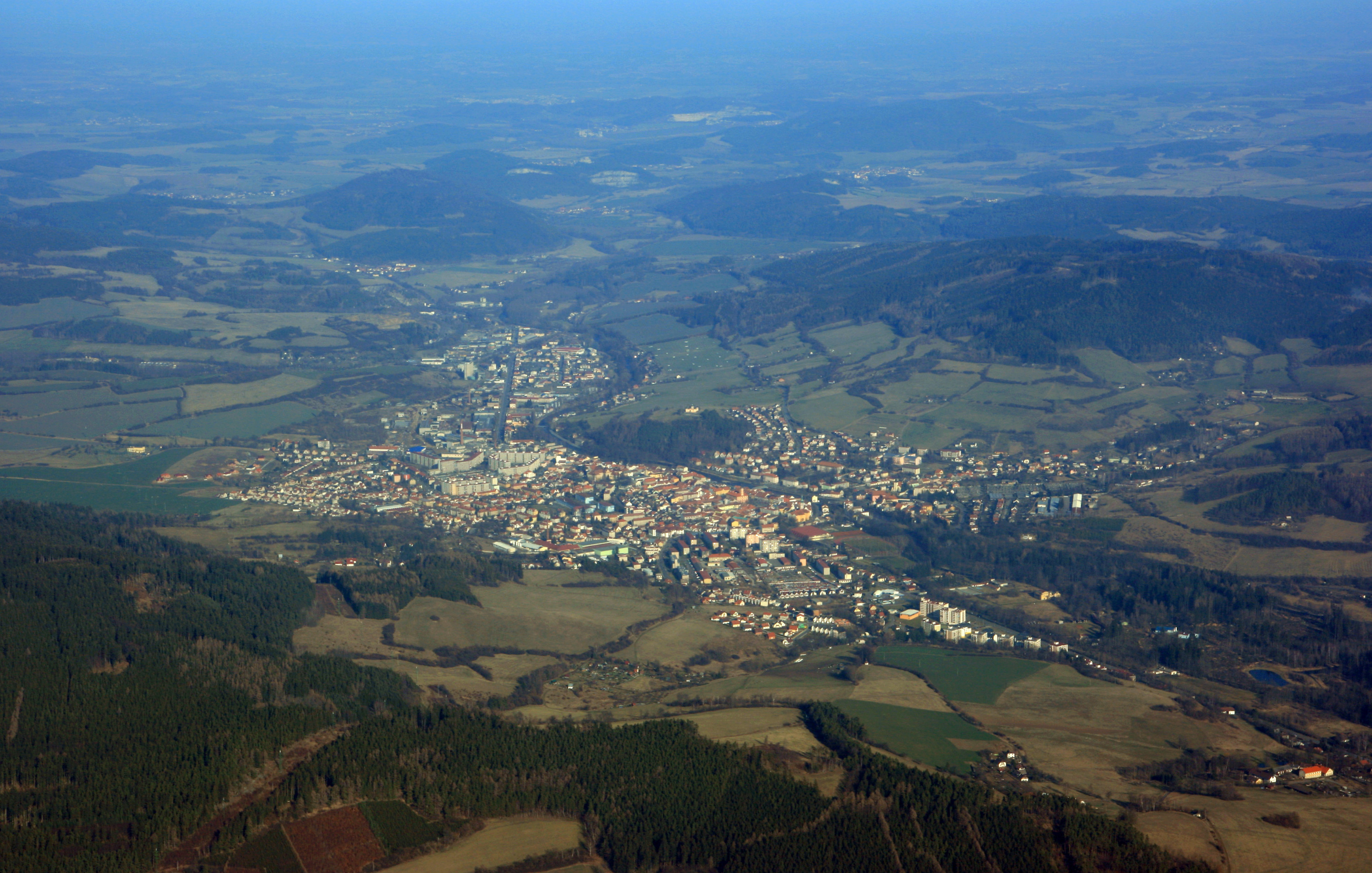
Letecký pohled na druhé největší město okresu - Sušici.

### Průmysl
Průmysl okresu se soustřeďuje do 3 středisek: Klatovy, Sušice a Horažďovice, což jsou také 3 největší města okresu. Mezi nejvýznamnější průmyslové podniky patří Šumavské vápenice a omítkárny, Otavské strojírny, SOLO Sirkárna Sušice (tradiční výrobce sirek), KLIMO Klatovy (nápoje) nebo Drůbežářské závody Klatovy.

### Zemědělství
Rostlinná výroba okresu je zaměřena na pěstování pšenice a ječmene, zvyšují se osevní plochy řepky. Vzhledem k podhorskému charakteru území se pěstují také brambory (konzumní i průmyslové).
Živočišná výroba je zaměřena na chov skotu. Chovají se ale také kozy a ovce. Vysoko položené louky na Šumavě se opět začínají využívat jako pastviny.

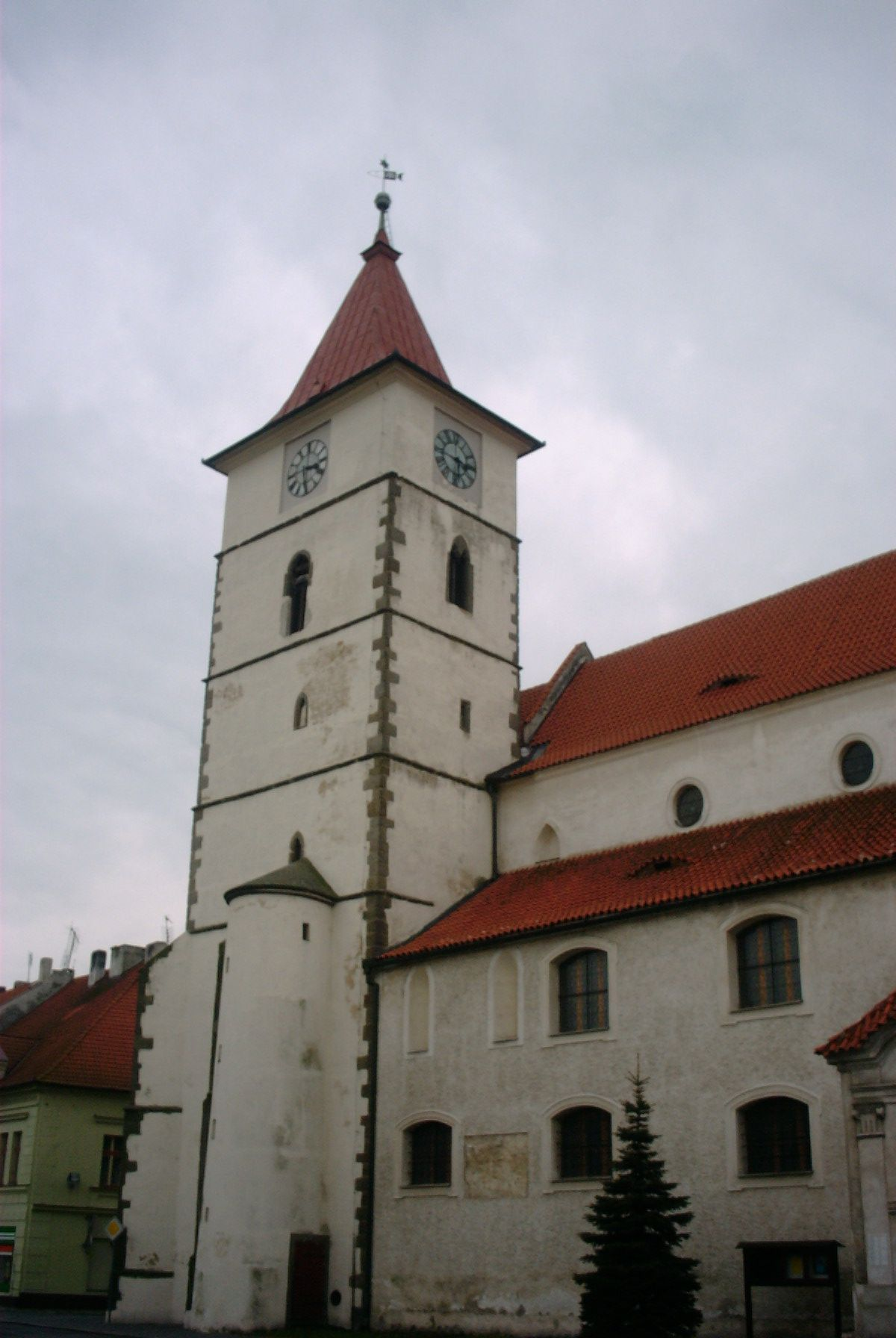
Ve východní části okresu, na řece Otavě, najdeme historické město Horažďovice, které bylo dříve střediskem Prácheňského kraje.

Největší zemědělské podniky a družstva sídlí v Předslavi, v Bezděkově u Klatov, v Dlažově, v Lubech (součást Klatov) a ve Švihově.

## Demografické údaje
Data k 1. lednu 2016:
| Popis          | Celkem | Ženy           | Muži           |
| -------------- | ------ | -------------- | -------------- |
| počet obyvatel | 87 643 | 44 546 50,83 % | 43 097 49,17 % |
| průměrný věk   | 40,2   | 41,7           | 38,7           |

- hustota zalidnění: 45 ob./km²
- 64,4 % obyvatel žije ve městech

### Zaměstnanost
(2015)
| Počet obyvatel se stálým zaměstnáním | 24510        |
| Průměrný plat                        | 34 239 Kč    |
| Nezaměstnaných                       | 1 697        |
| Míra nezaměstnanosti                 | 2,3 % (2018) |

### Školství

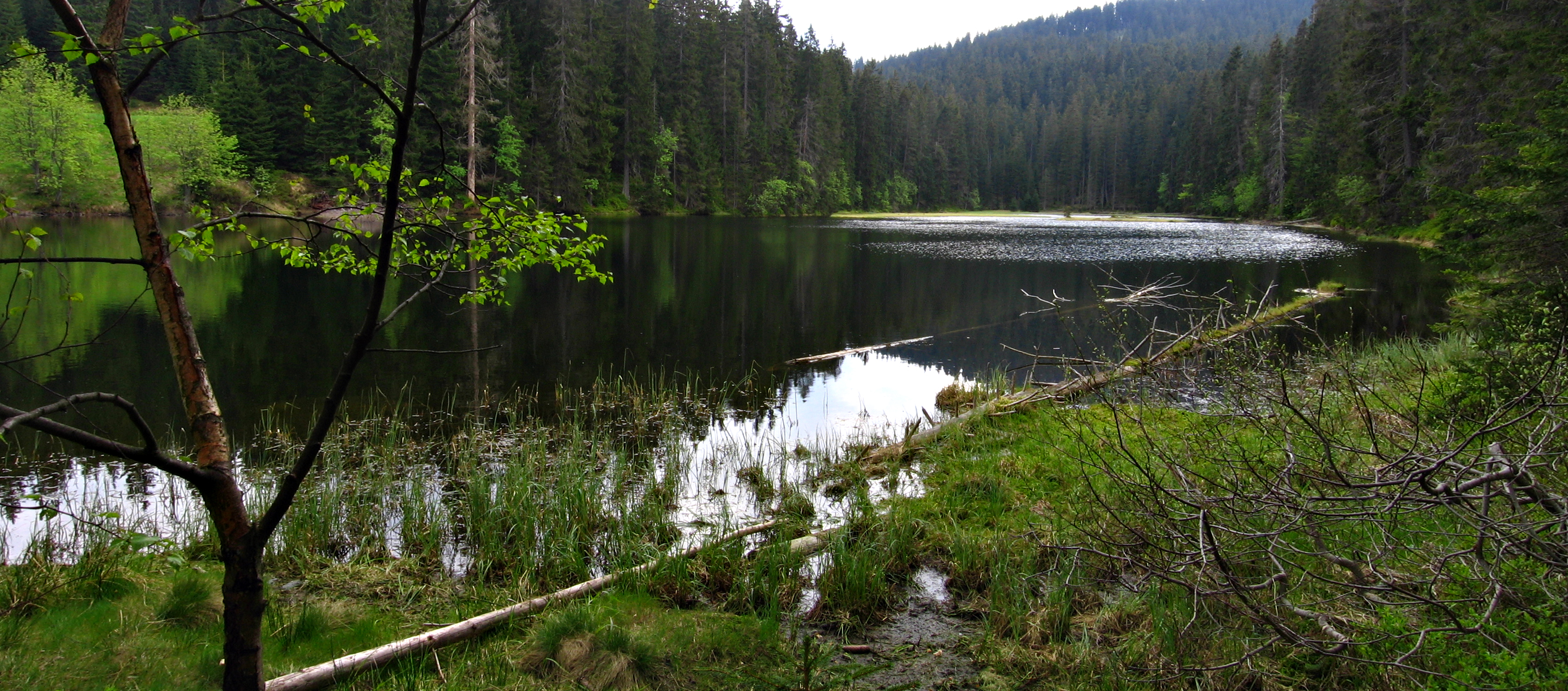
Jezero Laka je jedním z ledovcových jezer na Šumavě, nacházející se východně od Železné Rudy.

(2015)
| Druh školy                     | Počet škol |
| ------------------------------ | ---------- |
| Mateřské školy                 | 44         |
| Základní školy                 | 44         |
| Gymnázia                       | 2          |
| Střední školy průmyslové školy | 6          |
| Střední odborná učiliště       | 5          |
| Obchodní akademie              | 1          |
| Střední zdravotnické školy     | 1          |
| Vyšší odborné školy            | 1          |

### Zdravotnictví

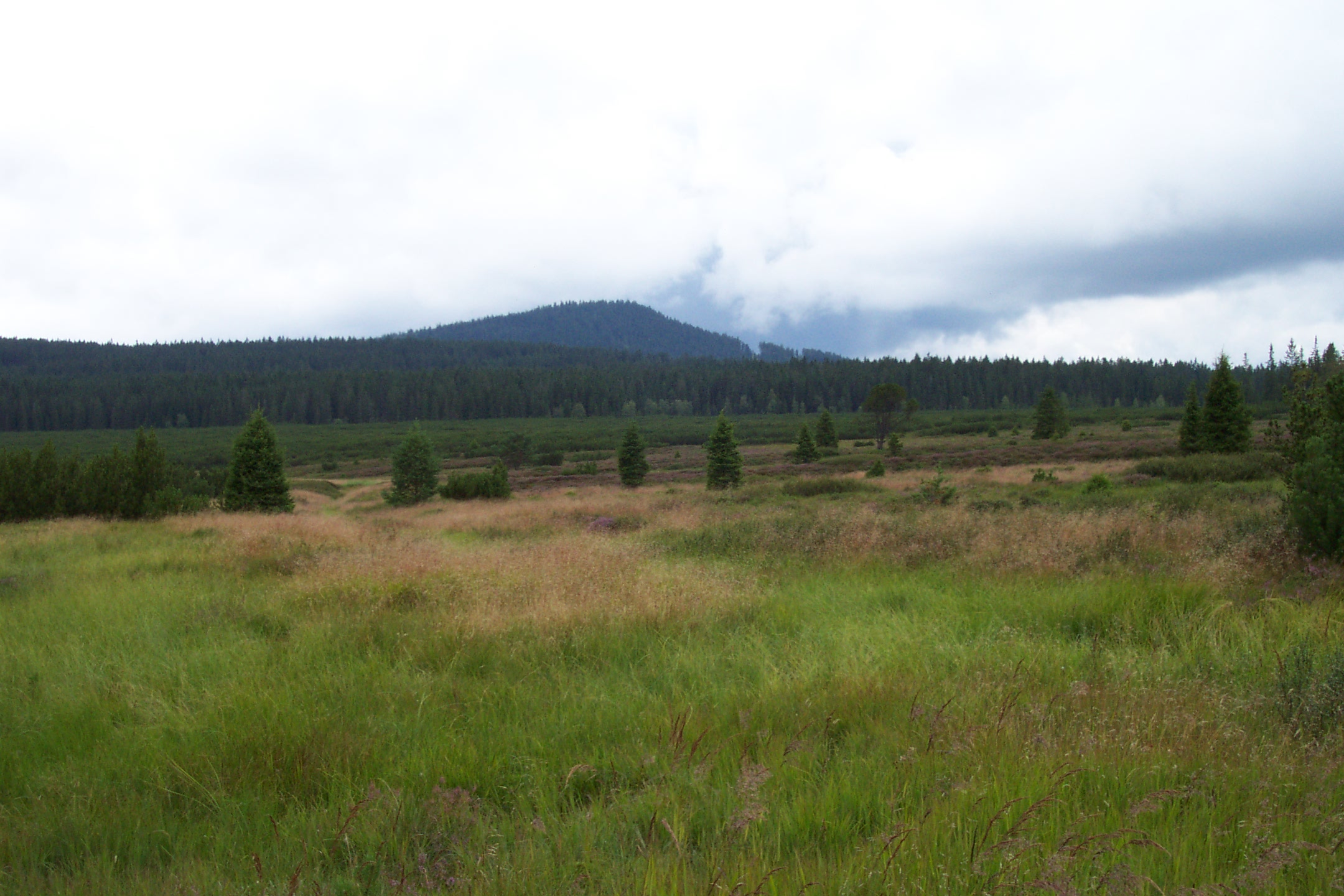
Jezerní slať u Horské Kvildy na Šumavě, na hranici okresů Klatovy a Prachatice.

(2015)
| Lékaři                          | 280 |
| Nemocnice                       | 2   |
| Specializovaná léčebná zařízení | 1   |
| Zubní lékaři                    | 51  |
| Lékárny                         | 18  |

### Zdroj
- Český statistický úřad

## Pořadí sídel podle počtu obyvatel
Údaje o počtu obyvatel uvedené u jednotlivých obcí okresu, jsou platné k 1. lednu 2023.
| Sídlo                | Počet obyvatel | Sídlo              | Počet obyvatel | Sídlo           | Počet obyvatel | Sídlo             | Počet obyvatel |
| -------------------- | -------------- | ------------------ | -------------- | --------------- | -------------- | ----------------- | -------------- |
| Klatovy              | 22 496         | Chudenín           | 717            | Červené Poříčí  | 230            | Kejnice           | 104            |
| Sušice               | 10 820         | Pačejov            | 706            | Obytce          | 225            | Klenová           | 100            |
| Horažďovice          | 5 094          | Dešenice           | 696            | Číháň           | 218            | Slatina           | 100            |
| Nýrsko               | 5 033          | Žichovice          | 634            | Ježovy          | 216            | Hnačov            | 90             |
| Janovice nad Úhlavou | 2 414          | Petrovice u Sušice | 631            | Křenice         | 213            | Tužice            | 89             |
| Železná Ruda         | 1 681          | Žihobce            | 569            | Olšany          | 205            | Kovčice           | 88             |
| Švihov               | 1 677          | Velký Bor          | 568            | Nezamyslice     | 201            | Javor             | 74             |
| Plánice              | 1 612          | Hlavňovice         | 500            | Břežany         | 200            | Nehodiv           | 74             |
| Kolinec              | 1 474          | Čachrov            | 495            | Běhařov         | 181            | Ostřetice         | 72             |
| Kašperské Hory       | 1 441          | Malý Bor           | 495            | Čímice          | 159            | Horská Kvilda     | 70             |
| Strážov              | 1 367          | Dlažov             | 483            | Prášily         | 154            | Bukovník          | 67             |
| Hrádek               | 1 357          | Hradešice          | 435            | Dražovice       | 150            | Mezihoří          | 66             |
| Nalžovské Hory       | 1 226          | Myslív             | 429            | Hejná           | 150            | Domoraz           | 55             |
| Mochtín              | 1 148          | Zavlekov           | 422            | Podmokly        | 150            | Maňovice          | 50             |
| Měčín                | 1 123          | Černíkov           | 390            | Mokrosuky       | 142            | Mlýnské Struhadlo | 50             |
| Dolany               | 995            | Soběšice           | 385            | Chlístov        | 141            |                   |                |
| Bezděkov             | 957            | Týnec              | 362            | Biřkov          | 138            |                   |                |
| Hartmanice           | 929            | Nezdice na Šumavě  | 340            | Kvášňovice      | 135            |                   |                |
| Dlouhá Ves           | 900            | Vřeskovice         | 333            | Myslovice       | 135            |                   |                |
| Vrhaveč              | 891            | Strašín            | 317            | Zborovy         | 134            |                   |                |
| Velhartice           | 856            | Svéradice          | 311            | Lomec           | 132            |                   |                |
| Běšiny               | 826            | Budětice           | 294            | Újezd u Plánice | 128            |                   |                |
| Předslav             | 826            | Poleň              | 282            | Hamry           | 118            |                   |                |
| Chanovice            | 816            | Srní               | 263            | Frymburk        | 114            |                   |                |
| Bolešiny             | 763            | Rejštejn           | 253            | Modrava         | 107            |                   |                |
| Chudenice            | 761            | Velké Hydčice      | 247            | Dobršín         | 106            |                   |                |

## Doprava
Okres leží stranou hlavních dopravních tahů (tj. dálnice). Přesto jím však prochází dvě relativně významné silnice I. třídy, jedna přeshraniční železniční trať, a v periferní části ho protíná také hlavní trať 190.

### Silnice
Okresem procházejí 2 silnice I. třídy. Jedná se o komunikace I/22 a I/27, které se protínají v okresním městě Klatovy.
Silnice I/22 přichází z Jihočeského kraje, z měst Vodňany a Strakonice. Na území okresu vstupuje u Horažďovic, prochází obcemi Nalžovské Hory a Mochtín. Potom silnice vstupuje od JV do Klatov, kde se setkává se silnicí I/27. Z Klatov pokračuje západním směrem a území okresu opouští u obce Dlažov. Vlastní silnice končí u města Domažlice.

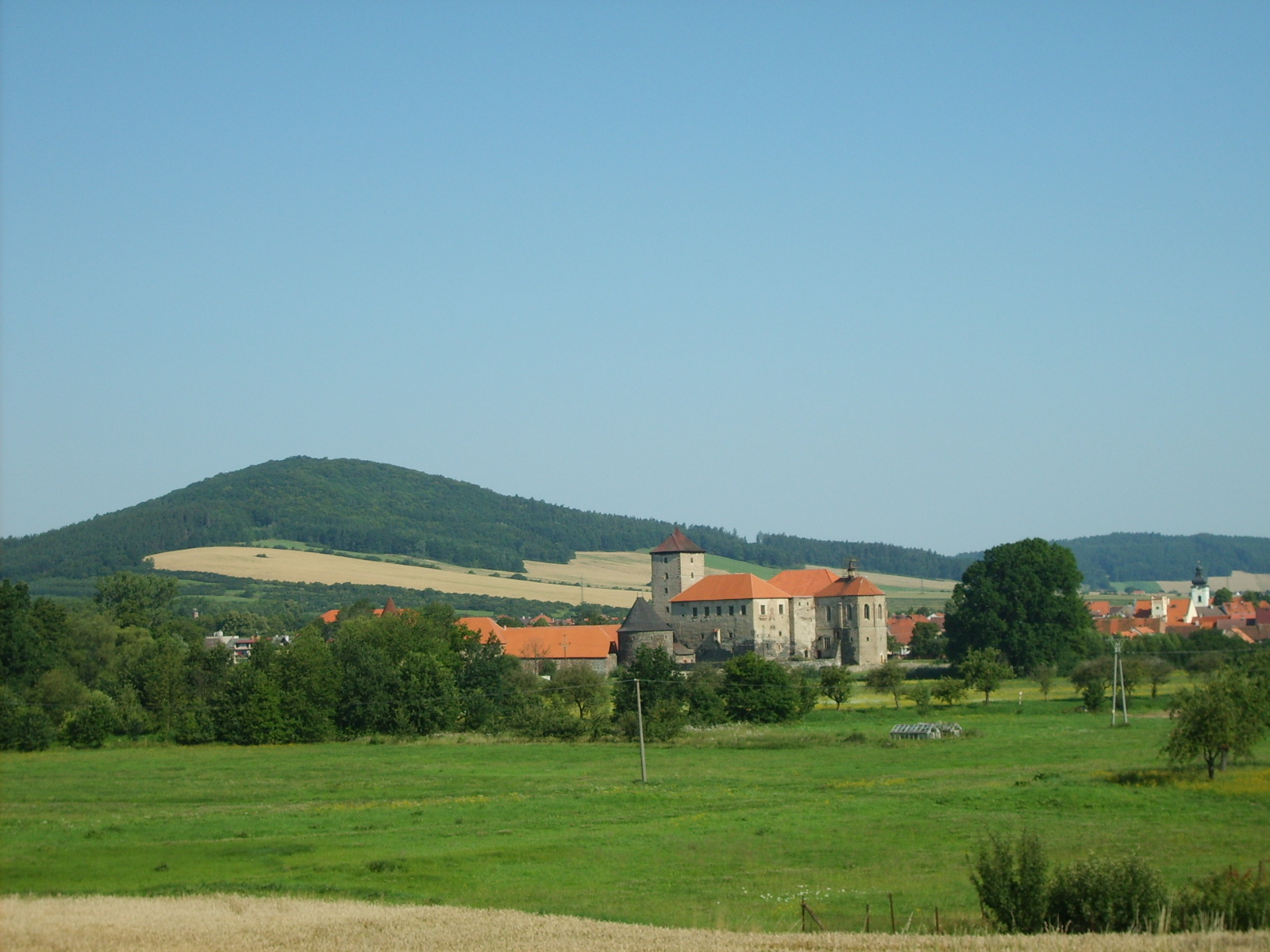
Vodní gotický hrad Švihov najdeme ve stejnojmenné obci na řece Úhlavě, 10 km S od Klatov.

Silnice I/27 je významnou komunikací spojující sever a západ Čech. Začíná v Dubí, přes sever Čech se dostane do Plzně. Za Plzní pokračuje přes Přeštice, a u Červeného Poříčí vstupuje na území okresu. Prochází Švihovem a Klatovy, které obchází po obchvatu severo-jižním směrem. Dále pokračuje přes Běšiny, za nimiž vstupuje do horských oblastí Šumavy, kde se vyskytují četné zatáčky a v zimě zde nastávají časté dopravní problémy. Po projetí obcemi Čachrov a jeho částí Javorná se silnice dostává do nadmořské výšky okolo 1000 m a začíná opět klesat do Železné Rudy. Za městem, v místní části Alžbětín, silnice končí na státní hranici, kde na ni navazuje bavorská komunikace podobného rázu pod označením B11.
Ze silnic druhé třídy jmenujme například silnici II/171, která prochází městem Sušice nebo „šumavskou“ silnici II/190.
SIlnice II. třídy jsou II/117, II/139, II/145, II/169, II/171, II/172, II/174, II/182, II/184, II/185, II/186, II/187, II/188, II/190, II/191 a II/192.

### Železnice
Okresem prochází tři železniční tratě.
Největší význam má pro okres bezesporu rychlíková železniční trať Plzeň - Klatovy - Železná Ruda (č. 183). Tato trať byla v 90. letech elektrifikována v úseku Plzeň – Klatovy. V Železné Rudě na ni přímo navazuje německá železniční trať do Zwieselu. Úsek trati mezi Klatovy a Železnou Rudou je technicky velmi zajímavý. Překonává totiž horský terén s četnými mosty, vysokými náspy a tunely. Nad Železnou Rudou (Špičák) na ní najdeme Špičácký tunel, který byl až do dubna 2007 nejdelším železničním tunelem v České republice (byl o 11 metrů překonán Březenským tunelem u Chomutova). Stanice na území okresu: Švihov u Klatov, Klatovy, Janovice nad Úhlavou, Nýrsko, Špičák, Železná Ruda – město a Železná Ruda.
Lokální železniční trať 185 má trasu Domažlice - Klatovy - Horažďovice předměstí. Jsou po ní vedeny výhradně motorové osobní vlaky. Stanice na území okresu: Janovice nad Úhlavou, Klatovy, Běšiny, Nemilkov, Kolinec, Sušice, Horažďovice a Horažďovice předměstí.
Nejmenší význam pro obsluhu okresu má – jinak ale významná – hlavní železniční trať 190 Plzeň - České Budějovice, která se území okresu dotýká pouze v jeho severovýchodní části. Trať je v celé své délce elektrifikovaná. Stanice na území okresu: Pačejov a Horažďovice předměstí.

## Cestovní ruch

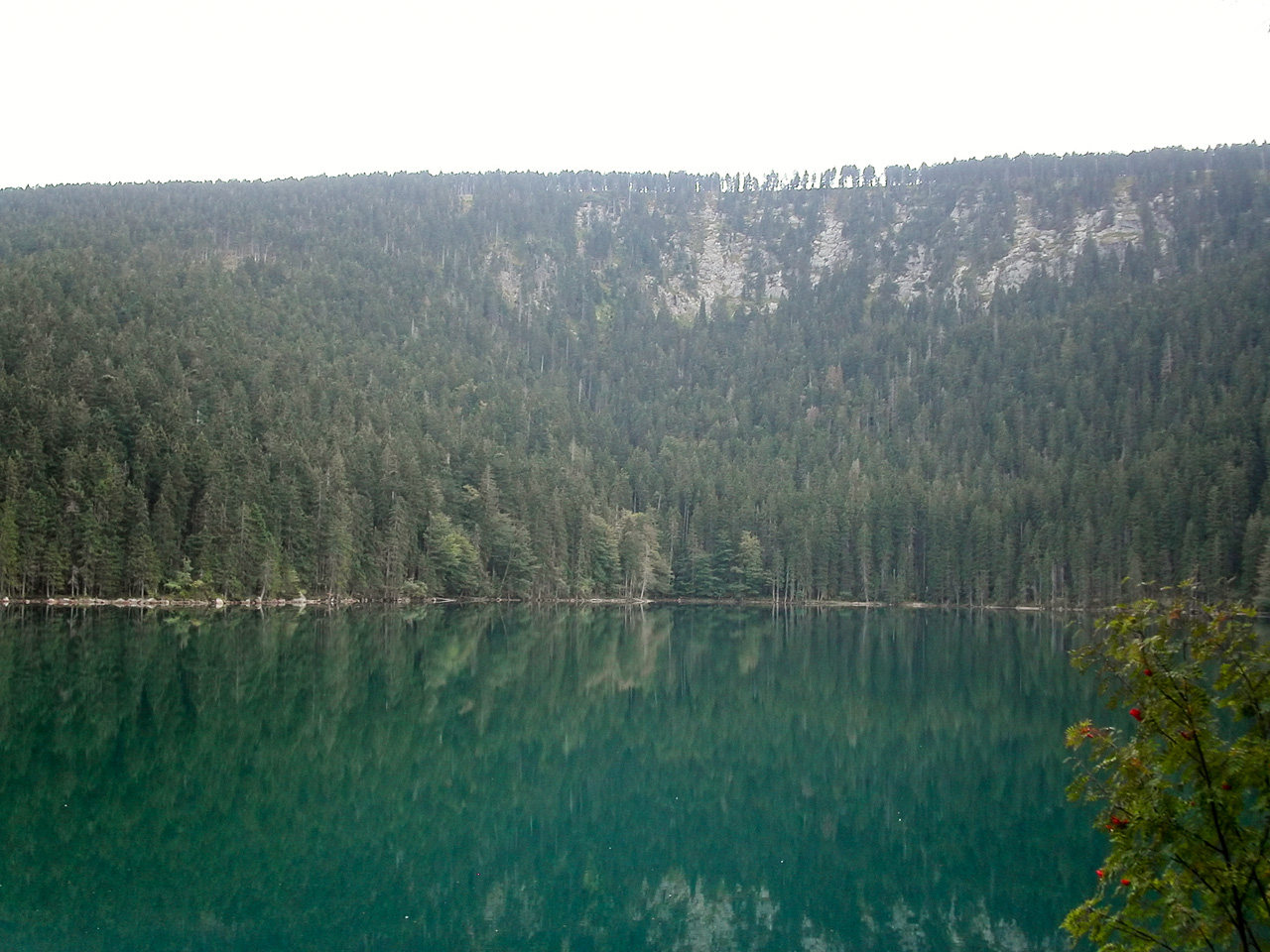
Černé jezero nedaleko Železné Rudy je největším přírodním jezerem v ČR.

Klatovský okres je mezi okresy České republiky jedním z turisticky nejvyhledávanějších. Může za to zejména nádherná a čistá příroda v západní části Šumavy. Rozvoj turistického ruchu v této oblasti ale plně nastal až po roce 1991. Tehdy totiž zanikl rozsáhlý vojenský prostor Dobrá Voda, který zabral velkou část západní Šumavy (zejména okolí obce Prášily), a zároveň i kontroloval hranici se Západním Německem. Rozvoj turismu ale také velmi napomohlo otevření hranice po roce 1989, kdy se zároveň opět „propojily“ bavorská i česká část Šumavy a zároveň došlo k nárůstu návštěvníků z Německa. Středisky turistického ruchu na Šumavě jsou zejména města Železná Ruda a Kašperské Hory, a obce Prášily, Srní a Modrava. Šumava je vhodná pro rekreaci ve všech ročních obdobích – provozování zimních sportů umožňují upravené moderní lyžařské areály, turistice a cykloturistice slouží velké množství značených turistických cest a vyřešená sezónní autobusová doprava v oblasti. Klatovsko ale není jenom Šumava. Obdivovat můžeme zároveň i krásy okresního města Klatovy nebo měst Sušice a Horažďovice. Zážitkem je také návštěva romantických pošumavských hradů Velhartice, Klenová, Švihov, Kašperk a Rabí, který je nejrozsáhlejším hradem v Čechách. Hrady Rabí a Velhartice jsou v Západních Čechách nejnavštěvovanější. Půvabná je ale také oblast Pošumaví. Rekreační využití nabízejí četné rybníky mezi Horažďovicemi a Klatovy, vodácky splavná je zlatonosná řeka Otava.
Na Klatovsku se natáčela řada televizních projektů. Nejznámější vánoční pohádka Tři oříšky pro Popelku se natáčela na hradě Švihov, v Mezihoří a v lesích v okolí Čachrova a Velhartic. Dále pohádka Tři bratři, která se natáčela zčásti na hradě Velhartice, pohádka Anděl Páně 2, natáčená na Kašperku. A v neposlední řadě seriál Jaroslava Soukupa - Policie Modrava. Seriál se natáčel hlavně na Kašperskohorsku, dílčí záběry ale pocházely z celého okresu Klatovy. Seriál udělal z okresu hit pro turisty, kteří hledali místa, kde se natáčelo a zvedli tím návštěvnost oblasti skoro dvojnásobně. 

## Seznam obcí a jejich částí
Města jsou uvedena tučně, městyse kurzívou, části obcí malince.
Běhařov (Úborsko) •
Běšiny (Hořákov • Hubenov • Kozí • Rajské • Úloh) •
Bezděkov (Koryta • Poborovice • Struhadlo • Tetětice • Vítaná) •
Biřkov (Zderaz) •
Bolešiny (Domažličky • Kroměždice • Pečetín • Slavošovice • Újezdec) •
Břežany •
Budětice (Lipová Lhota • Vlkonice) •
Bukovník •
Čachrov (Bradné • Březí • Čachrov • Dobřemilice • Chřepice • Chvalšovice • Javorná • Jesení • Kunkovice • Onen Svět • Předvojovice • Svinná • Zahrádka) •
Černíkov (Nevděk • Rudoltice • Slavíkovice • Vílov) •
Červené Poříčí •
Číhaň (Nový Dvůr • Plánička) •
Čímice •
Dešenice (Datelov • Děpoltice • Dešenice • Divišovice • Matějovice • Městiště • Milence • Oldřichovice • Žiznětice) •
Dlažov (Buková • Miletice • Nová Víska • Soustov • Vráž) •
Dlouhá Ves (Annín • Bohdašice • Dlouhá Ves • Janovice • Nové Městečko • Platoř • Rajsko) •
Dobršín •
Dolany (Andělice • Balkovy • Dolany • Komošín • Malechov • Řakom • Sekrýt • Svrčovec • Výrov) •
Domoraz •
Dražovice •
Frymburk (Damětice) •
Hamry •
Hartmanice (Dobrá Voda • Dolejší Krušec • Dolejší Těšov • Hartmanice • Hořejší Krušec • Hořejší Těšov • Chlum • Javoří • Keply • Kochánov • Kříženec • Kundratice • Loučová • Malý Radkov • Mochov • Palvinov • Prostřední Krušec • Štěpanice • Světlá • Trpěšice • Vatětice • Vlastějov • Zálužice) •
Hejná •
Hlavňovice (Cihelna • Častonice • Čeletice • Hlavňovice • Horní Staňkov • Javoříčko • Libětice • Milínov • Pích • Přestanice • Puchverk • Radostice • Suchá • Zámyšl • Zvíkov) •
Hnačov •
Horažďovice (Babín • Boubín • Horažďovice • Horažďovická Lhota • Komušín • Svaté Pole • Třebomyslice • Veřechov) •
Horská Kvilda (Korýtko) •
Hrádek (Čejkovy • Čermná • Kašovice • Odolenov • Tedražice • Zbynice) •
Hradešice (Černíč • Smrkovec) •
Chanovice (Černice • Defurovy Lažany • Dobrotice • Holkovice • Újezd u Chanovic) •
Chlistov •
Chudenice (Bezpravovice • Býšov • Lučice • Slatina) •
Chudenín (Fleky • Hadrava • Chudenín • Liščí • Skelná Huť • Suchý Kámen • Svatá Kateřina • Uhliště) •
Janovice nad Úhlavou (Dolní Lhota • Dubová Lhota • Hvízdalka • Janovice nad Úhlavou • Ondřejovice • Petrovice nad Úhlavou • Plešiny • Rohozno • Spůle • Vacovy • Veselí) •
Javor (Loučany) •
Ježovy (Chlumská • Trnčí) •
Kašperské Hory (Červená • Dolní Dvorce • Kašperské Hory • Kavrlík • Lídlovy Dvory • Opolenec • Podlesí • Tuškov • Žlíbek) •
Kejnice (Karlovce) •
Klatovy (Beňovy • Čínov • Dehtín • Dobrá Voda • Drslavice • Habartice • Chaloupky • Kal • Klatovy I • Klatovy II • Klatovy III • Klatovy IV • Klatovy V • Kosmáčov • Křištín • Kvaslice • Kydliny • Lažánky • Luby • Otín • Pihovice • Sobětice • Střeziměř • Štěpánovice • Tajanov • Točník • Tupadly • Věckovice • Vícenice • Vítkovice) •
Klenová •
Kolinec (Bernartice • Boříkovy • Brod • Buršice • Hradiště • Javoří • Jindřichovice • Lukoviště • Malonice • Mlázovy • Podolí • Sluhov • Střítež • Tajanov • Tržek • Ujčín • Vlčkovice) •
Kovčín •
Křenice (Kámen • Přetín) •
Kvášňovice •
Lomec (Novákovice) •
Malý Bor (Hliněný Újezd • Malé Hydčice • Týnec) •
Maňovice •
Měčín (Bíluky • Hráz • Měčín • Nedanice • Nedaničky • Osobovy • Petrovice • Radkovice • Třebýcina) •
Mezihoří •
Mlýnské Struhadlo •
Modrava (Filipova Huť) •
Mochtín (Bystré • Hoštice • Hoštičky • Kocourov • Lhůta • Mochtín • Nový Čestín • Srbice • Těšetiny • Újezdec) •
Mokrosuky (Lešišov) •
Myslív (Loužná • Milčice • Nový Dvůr) •
Myslovice •
Nalžovské Hory (Krutěnice • Letovy • Miřenice • Nalžovy • Neprochovy • Otěšín • Sedlečko • Stříbrné Hory • Těchonice • Ústaleč • Velenovy • Zahrádka • Žďár) •
Nehodiv •
Nezamyslice •
Nezdice na Šumavě (Ostružno • Pohorsko • Ždánov) •
Nýrsko (Blata • Bystřice nad Úhlavou • Hodousice • Stará Lhota • Starý Láz • Zelená Lhota) •
Obytce •
Olšany •
Ostřetice (Makalovy) •
Pačejov (Pačejov-nádraží • Strážovice • Týřovice • Velešice) •
Petrovice u Sušice (Břetětice • Částkov • Dolní Kochánov • Františkova Ves • Chamutice • Jiřičná • Kojšice • Maršovice • Nová Víska • Pařezí • Petrovice u Sušice • Posobice • Rovná • Strunkov • Svojšice • Trsice • Vojetice • Žikov) •
Plánice (Bližanovy • Křížovice • Kvasetice • Lovčice • Mlynářovice • Nová Plánice • Plánice • Pohoří • Štipoklasy • Vracov • Zbyslav • Zdebořice) •
Podmokly •
Poleň (Mlýnec • Poleňka • Pušperk • Zdeslav) •
Prášily (Nová Hůrka) •
Předslav (Hůrka • Makov • Měcholupy • Němčice • Petrovičky • Třebíšov) •
Rabí (Bojanovice • Čepice) •
Rejštejn (Jelenov • Klášterský Mlýn • Malý Kozí Hřbet • Radešov • Rejštejn • Svojše • Velký Kozí Hřbet • Velký Radkov • Zhůří) •
Slatina •
Soběšice (Damíč • Mačice) •
Srní (Vchynice-Tetov I) •
Strašín (Maleč • Nahořánky • Věštín • Zuklín) •
Strážov (Božtěšice • Brtí • České Hamry • Horní Němčice • Javoříčko • Kněžice • Krotějov • Lehom • Lukavice • Mladotice • Opálka • Rovná • Splž • Strážov • Viteň • Zahorčice) •
Sušice (Albrechtice • Červené Dvorce • Divišov • Dolní Staňkov • Humpolec • Chmelná • Milčice • Nuzerov • Páteček • Rok • Stráž • Sušice I • Sušice II • Sušice III • Volšovy • Vrabcov • Záluží) •
Svéradice •
Švihov (Bezděkov • Jíno • Kaliště • Kamýk • Kokšín • Lhovice • Stropčice • Švihov • Těšnice • Třebýcinka • Vosí) •
Tužice •
Týnec (Horní Lhota • Loreta • Rozpáralka) •
Újezd u Plánice •
Velhartice (Braníčkov • Drouhavec • Hory Matky Boží • Chotěšov • Jarkovice • Konín • Nemilkov • Radvanice • Stojanovice • Tvrdoslav • Velhartice) •
Velké Hydčice •
Velký Bor (Jetenovice • Slivonice) •
Vrhaveč (Malá Víska • Neznašovy • Radinovy) •
Vřeskovice (Mstice) •
Zavlekov (Mladice • Plichtice • Skránčice • Vlčnov) •
Zborovy •
Železná Ruda (Alžbětín • Debrník • Hojsova Stráž • Pancíř • Špičák) •
Žihobce (Bešetín • Bílenice • Kadešice • Rozsedly • Šimanov) •
Žichovice

### Změna hranice okresu
Do 1. ledna 2007 byly v okrese Klatovy také obce:
- Borovy – poté okres Plzeň-jih
- Nezdice – poté okres Plzeň-jih

## Seznam správních obvodů obcí s rozšířenou působností
Okres se skládá ze tří správních obvodů obcí s rozšířenou působností, které jsou shodné se správními obvody obcí s pověřeným úřadem:
- Klatovy
- Sušice
- Horažďovice

## Řeky
- Křemelná
- Otava
- Řezná (Regen)
- Malá Řezná
- Úhlava
- Úslava
- Vydra
- Ostružná